# Mesas de Ibor
Mesas de Ibor és un municipi de la província de Càceres, a la comunitat autònoma d'Extremadura (Espanya).

## Geografia física

### Localització
Limitada al nord pel riu Tajo, a l'est i sud pel riu Ibor i a l'oest per la serra de la Hache. Dista 8  km de Bohonal d'Ibor i altres 8 km de Valdecañas de Tajo, amb Madrid són 225 km] i amb Càceres 123 km.
Repartiment de la superfície, en hectàrees: Polígon 1.- 1157,7470; Polígon 2.- 424,1640; Polígon 3.- 1093,9960; Polígon 4.- 616,3720; Polígon 5.- 976,7910; Polígon 6.- 607,1060 i centre urbà.- 11,4510  '

### Hidrografia

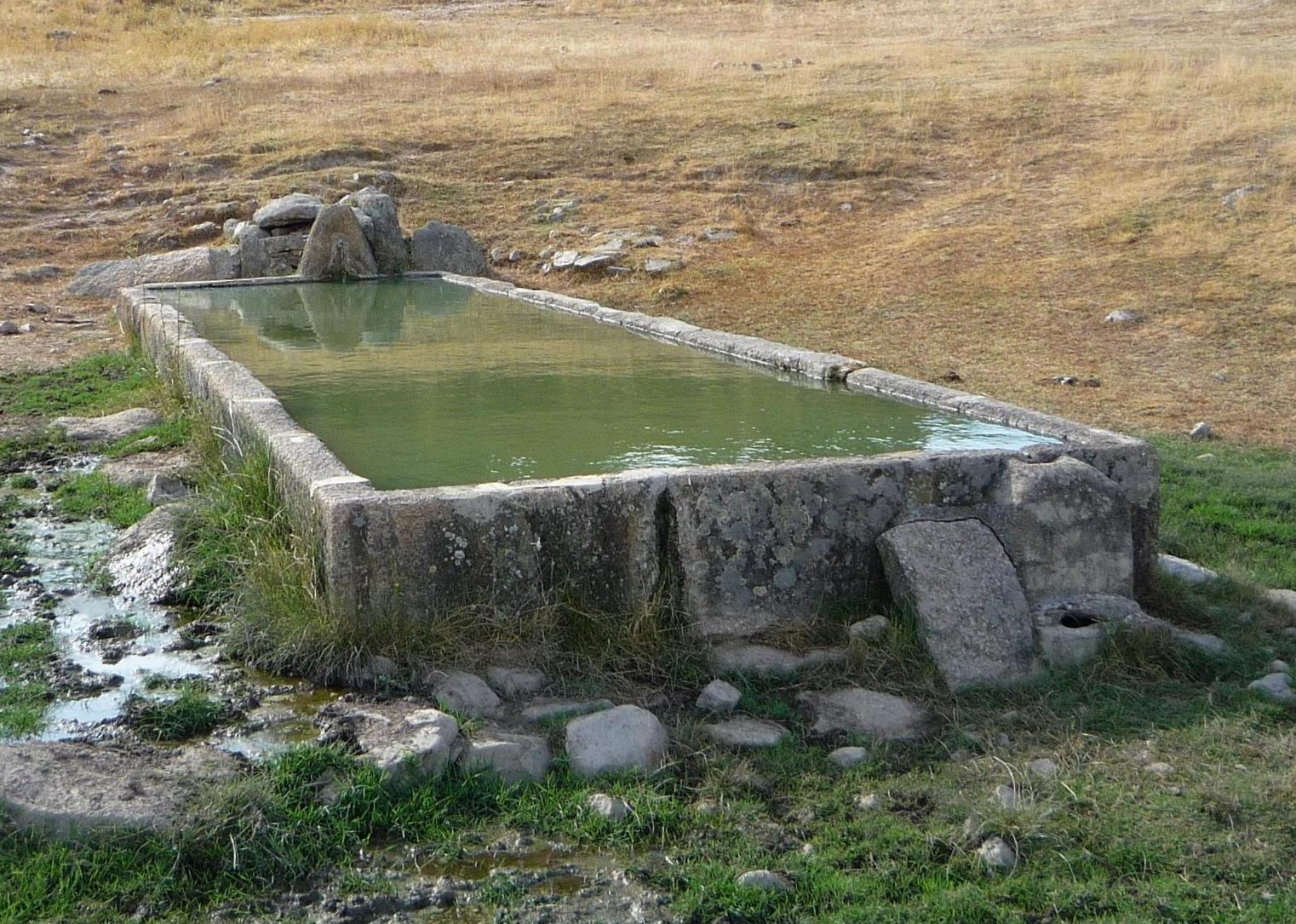
Abeurador a Taules d'Ibor.

Ibor (significa "aigua que flueix" en llengua cèltica) i Tajo. A més són diversos els rierols que drenen el terme municipal, dels quals els més importants són el rierol de la Mesa i el de la Hornilla que arriben al riu Tajo i el rierol de la Vall que arriba al riu Ibor.